# 路面機関車

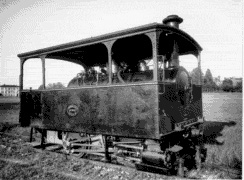
ドイツ・キームゼー鉄道（:de:Chiemsee-Bahn）の路面用蒸気機関車

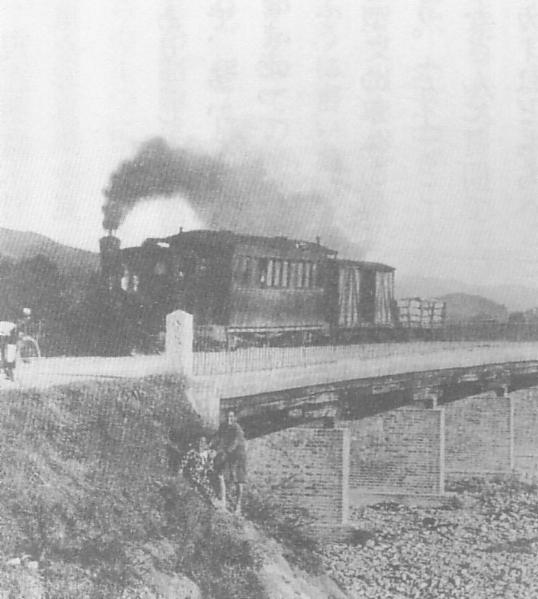
併用軌道上を蒸気機関車牽引で運行される朝倉軌道（福岡県）の混合列車

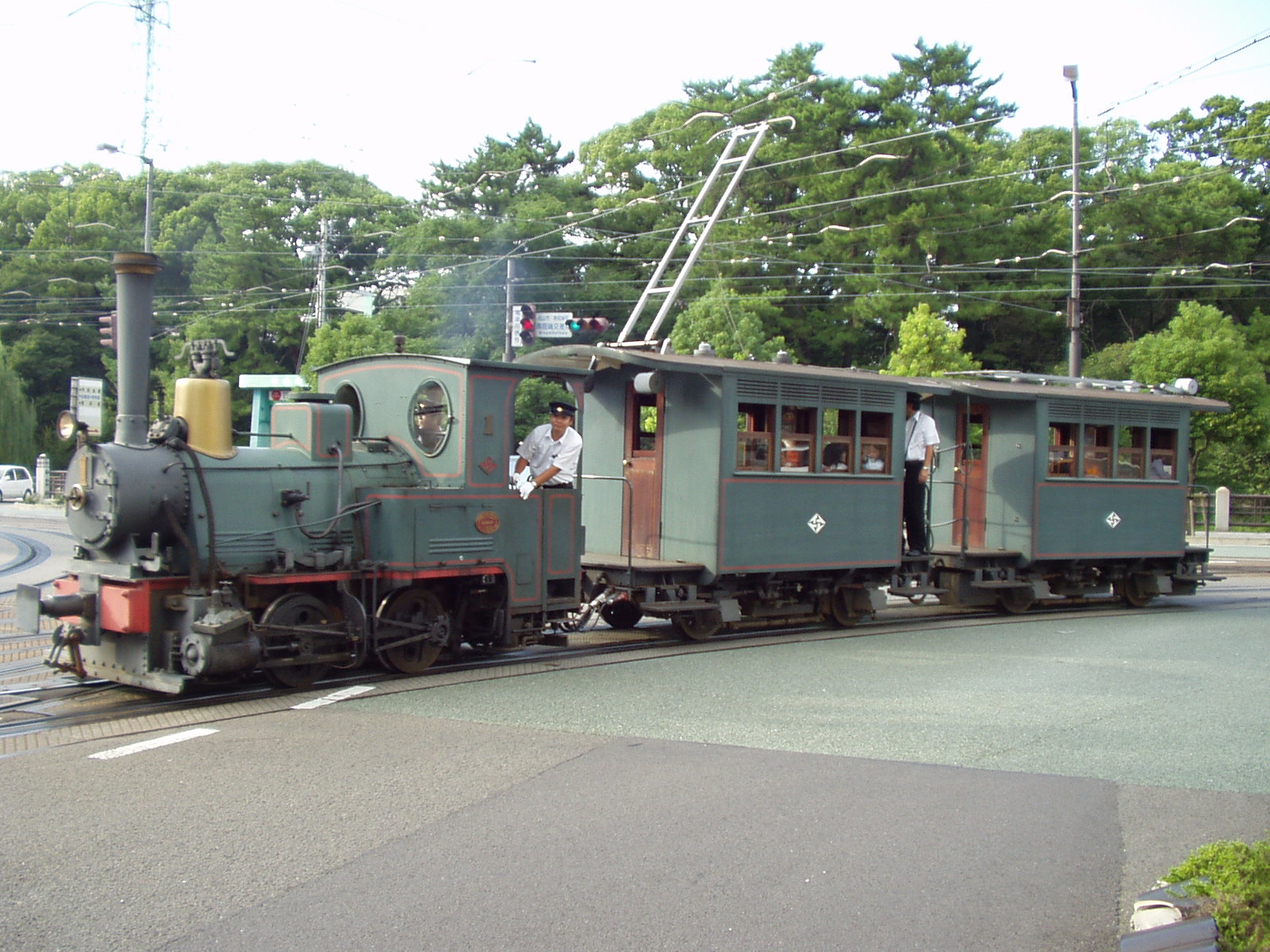
伊予鉄道の「坊っちゃん列車」

路面機関車（ろめんきかんしゃ）とは、道路上に線路が敷設された併用軌道での使用を目的とした機関車を指す。

## 概要
客車や貨車の牽引を目的とするため、路面電車のように乗客を乗せる設備を持たない。併用軌道内への人や動物の侵入を考慮し、車体前面の排障器（救助網）や、車体側面の車輪を覆うカバーなどが取り付けられている。

### 蒸気機関車
欧州諸国で、19世紀後半頃から馬車軌道の動力化のため蒸気機関車の導入が進められ、次第に路面軌道上の使用に適した形態に改良が進んだ。発達が進んだものは、車体全体が客車のように腰板と屋根で覆われた形状となっており、また転車台を使用せず前後方向に自由に走行して客車を牽引できるよう、今日の入換用凸形機関車のように運転席も車体中央部に横向きに設けられている（機関助手は一般の蒸気機関車と同様にボイラー焚き口付近に位置する）。この形態の蒸気機関車はスチームトラムと呼ばれるが、日本での使用例はほとんどない。
日本で使用された路面用蒸気機関車は、小型のタンク式蒸気機関車に排障器等を設けた形態のものである。歩行者巻き込み防止のための側部足回りを覆う装備を有するものが少なく、大半は足回りを露出した形態であった。こうした機関車は、かつては戦前に多く見られた軽便鉄道規格の軌道線や、南海電気鉄道の前身である南海鉄道で使用された記録があり、現在伊予鉄道で運行されている坊っちゃん列車の牽引機関車はディーゼル動力だがこれを復元したものである。

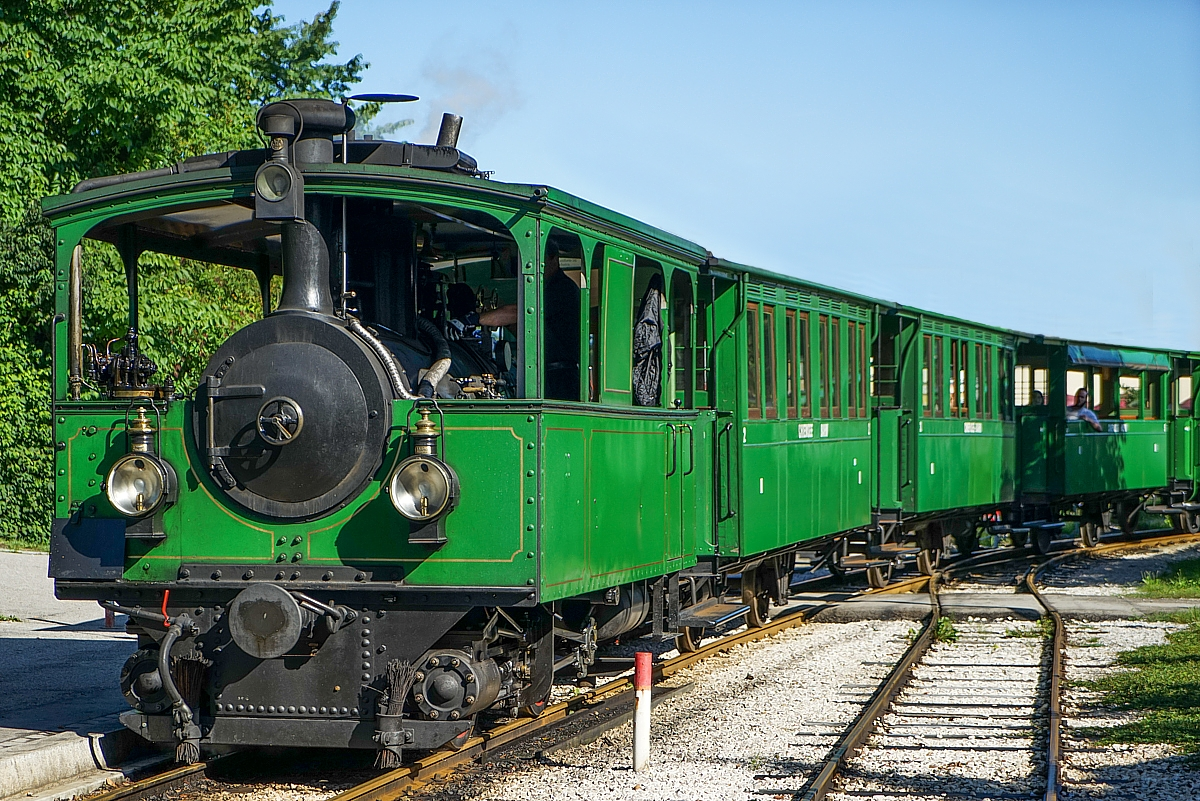
ドイツ・キームゼー鉄道の路面用蒸気機関車
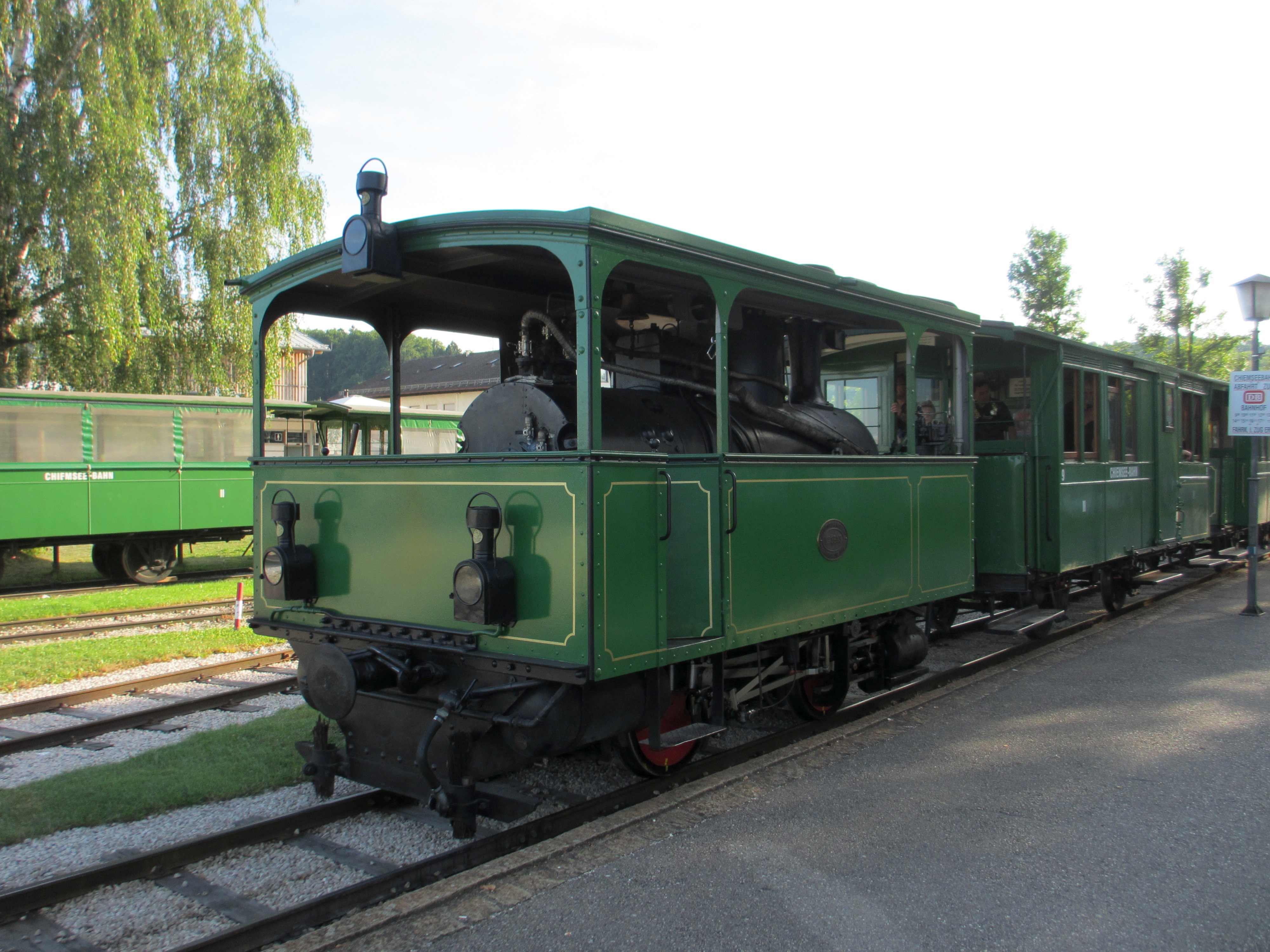
キームゼー鉄道の路面用蒸気機関車（後位側）
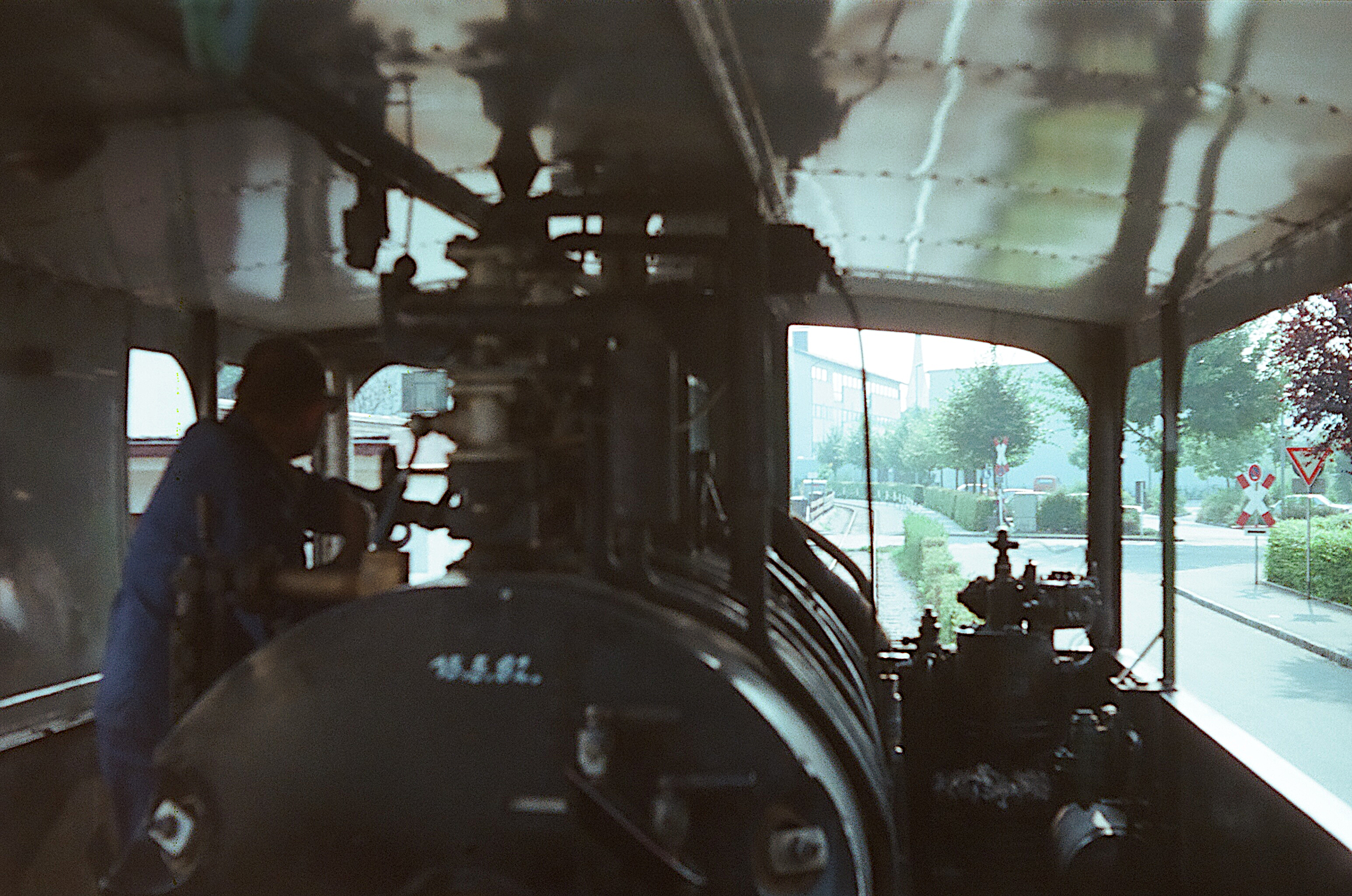
キームゼー鉄道の路面用蒸気機関車車内（焚き口側から見る）。機関士は車体中央部のボイラー横に位置する。
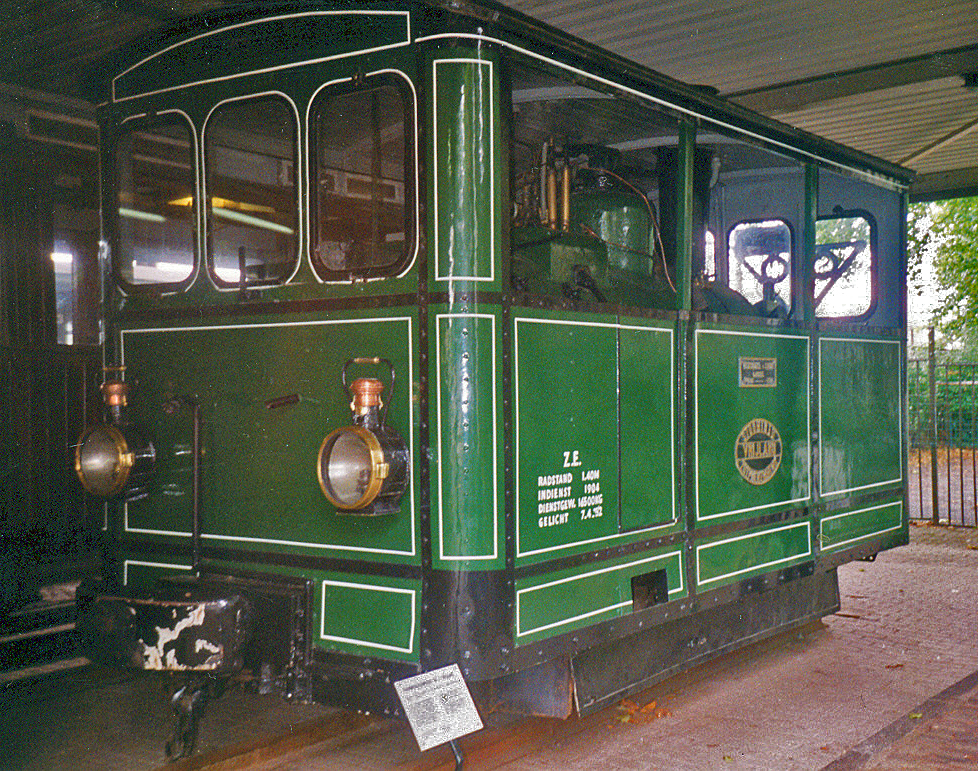
オランダ・ゲルダーシェ軌道の路面用蒸気機関車（静態保存機。後位側）

### 電気機関車
足尾銅山では、1891年（明治24年）に、鉱山の資材・製品輸送用の坑外軌道のうち、足尾本山事務所 - 製錬所間の区間を電化し、日本で最初の電気機関車を導入した。この軌道はおもに路面上に敷設されており、日本初の電気機関車は併用軌道上で使用された。
北九州市交通局が1936年から1975年まで運営していた貨物専用の軌道は、道路上を電気機関車が貨物列車を牽引して走行するものだった。また、西鉄福岡市内線の一部区間や東武日光軌道線でも国鉄直通貨物列車の運行があり、それぞれ路面用電気機関車を保有していた（西鉄築港線の電気機関車及び東武ED610形電気機関車を参照）。

### 内燃機関車

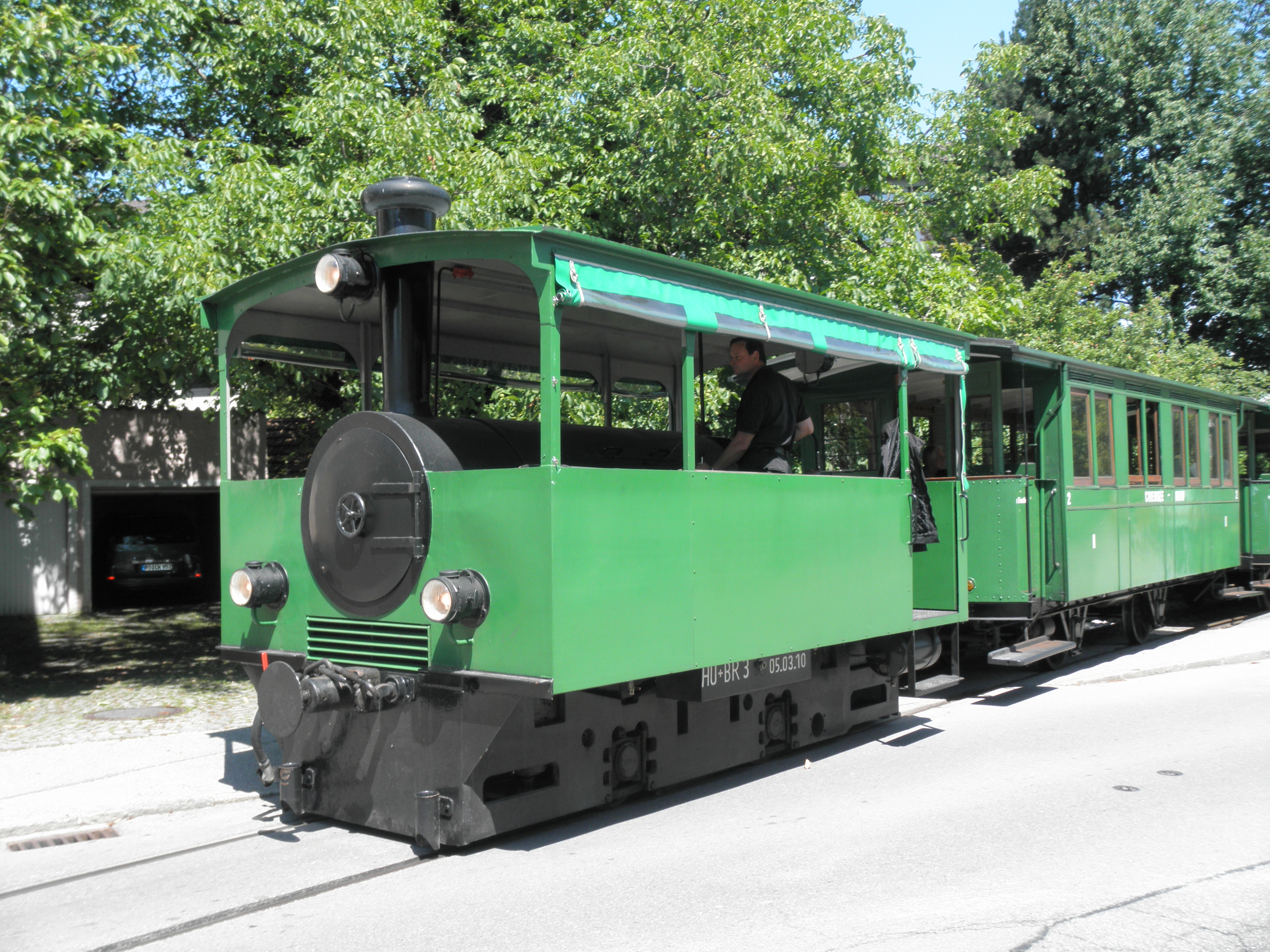
ドイツ・キームゼー鉄道の、路面用蒸気機関車を模したディーゼル機関車

1900年代初め頃に福岡・佐賀両県内の軌間914mmの軌道路線で多く使用された石油発動機関車も、多くは併用軌道上で使用され、排障器（救助網）等を装備していた。
1920年代以降、日本では鉄軌道車両の原動機としてガソリンエンジンの採用が始まり、特に1930年代前期にはガソリンが非常に低廉となったためもあって、当時の非電化の軌道事業者は、客貨車牽引がある場合、合理化のため馬や蒸気機関車に代えてガソリン機関車を導入した。おもにプリマスやホイットコム、ミルウォーキー製等の輸入機が用いられたが、足尾銅山馬車鉄道や朝倉軌道のように自社で自動車用エンジンや変速機を転用して製作した例もある。
保存鉄道等で、路面用蒸気機関車の形態を復元したディーゼル機関車が使用されていることがある。ドイツのキームゼー鉄道（de:Chiemsee-Bahn）では、スチームトラムの実車を動態保存し、運行しているが、予備機としてスチームトラムの形態を模したディーゼル機関車も保有しており、スチームトラムの検査時等に列車牽引に供している。また、日本の伊予鉄道の坊っちゃん列車の牽引機関車も、蒸気機関車の形態を復元したディーゼル機関車である。

## 路面機関車が登場する作品
- 『汽車のえほん』とその人形劇化作品『きかんしゃトーマス』に登場するトビーは、路面機関車である。
- アニメ映画『天空の城ラピュタ』には、鉱山鉄道でスチームトラムタイプの機関車が走っている場面がある。